# 巴伊坎
巴伊坎（土耳其語：Baykan，：‎）是土耳其锡尔特市的一地区名称。